# Vampire humaniste cherche suicidaire consentant
Pour plus de détails, voir Fiche technique et Distribution.
Vampire humaniste cherche suicidaire consentant est une comédie dramatique québécoise de 2023, coécrite et réalisée par Ariane Louis-Seize.
Le film remporte huit prix Iris au Gala Québec Cinéma le 8 décembre 2024, dont le prix du meilleur film québécois de l’année, le prix du meilleur scénario, et le prix du meilleur premier film. Le film a été remarqué dans de nombreux festivals en 2024, étant notamment primé aux Venice Days du Festival international du film de Venise (Prix de la Meilleure réalisation),.

## Synopsis
Le film met en vedette Sara Montpetit dans le rôle de Sasha, une vampire adolescente qui vit un conflit moral concernant la nécessité de tuer des gens pour leur sang. Sa compassion pour le genre humain empêche ses canines de pousser, ce qui la met en danger. Elle s'alimente grâce à ses parents qui chassent pour elle et lui rapportent des pochettes de sang.
Un jour, elle rencontre Paul (Félix-Antoine Bénard), un garçon suicidaire et dépressif, qu'elle découvre au moment où il s'apprête à se suicider.
Lorsque ses canines ont enfin poussé et que ses parents s'en rendent compte, ils l'envoient vivre chez sa cousine, Denise (Noémie O'Farell), qui va tenter de lui apprendre à tuer et lui coupe les vivres pour la forcer à se nourrir par elle-même. Paul veut bien rendre service à Sacha en se sacrifiant, mais celle-ci tergiverse en exigeant qu'il réalise d'abord ses dernières volontés,,.

## Fiche technique
Source : IMDb et Films du Québec
- Titre original : Vampire humaniste cherche suicidaire consentant
- Réalisation : Ariane Louis-Seize
- Scénario : Ariane Louis-Seize, Christine Doyon
- Musique : Pierre-Philippe Côté
- Direction artistique : Ludovic Dufresne
- Costumes : Kelly-Anne Bonieux
- Maquillage : Tania Guarnaccia
- Coiffure : Jean-Luc Lapierre
- Photographie : Shawn Pavlin
- Son : Thierry Bourgault D'Amico, Marie-Pierre Grenier, Simon Gervais, Luc Boudrias
- Montage : Stéphane Lafleur[8]
- Production : Line Sander Egede, Jeanne-Marie Poulain[9]
- Productrices associées : Irène Bessone, Anaëlle Beglet
- Société de production : art et essai
- Société de distribution : h264 distribution, Wayna Pitch
- Budget : 3 à 4 millions $ CA
- Pays de production :  Canada
- Tournage : 25 octobre au 6 décembre 2022, Montréal et environs
- Langue originale : français
- Format : couleur
- Genre : comédie horrifique fantastique et teen movie
- Durée : 91 minutes
- Dates de sortie :
  - Italie : 3 septembre 2023 (première mondiale au 80e festival international du film de Venise)[10]
  - Canada : 10 septembre 2023 (première canadienne au Festival international du film de Toronto (TIFF))
  - Canada : 13 octobre 2023 (sortie en salle au Québec)[11]
  - France : 20 mars 2024
- Classification :
  - Québec : 13 ans et plus[12]

## Distribution
- Sara Montpetit : Sasha
- Félix-Antoine Bénard : Paul
- Steve Laplante : Aurélien, le père de Sasha
- Sophie Cadieux : Georgette, la mère de Sasha
- Noémie O'Farrell : Denise, la cousine de Sasha
- Marie Brassard : la tante de Sasha
- Gabriel-Antoine Roy : JP
- Madeleine Péloquin : Sandrine, la mère de Paul
- Marc Beaupré : le clown Rico-Berlingot
- Patrick Hivon : le prof d'éducation physique
- Micheline Bernard : la directrice de l'école
- Ariane Castellanos : Claudie (Dépressifs et suicidaires anonymes)
- Geneviève Boivin-Roussy : Chantal
- Arnaud Vachon : Henry
- Isabella Villalba : Mélissa Bessette
- Sylvie Lemay : Renaude
- Lilas-Rose Cantin : Sasha à 6 ans[13]
- Valence Laroche : Denise à 12 ans

## Tournage
Le film a été tourné à l'automne 2022 à Montréal.

## Sortie
Le film est présenté en première au 80e festival international du film de Venise le 3 septembre 2023. Il a sa première canadienne dans le programme Centerpiece du Festival international du film de Toronto 2023  et fait l'objet d'une projection de gala au Festival international du film Cinéfest Sudbury (en) 2023. Il est également projeté dans la section Noves Visions du 56e Festival du Film de Sitges, ainsi qu'au Festival du Nouveau cinéma de Montréal 2023, où il remporte le Grand prix de la compétition nationale. Il a aussi été projeté au FIF (festival international du film) de La Roche-Sur-Yon, et est en compétition au prix des lycéens.

## Récompenses
| Prix                                        | Année             | Catégorie                                        | Récipiendaire                                   | Résultat | Références |  |
| ------------------------------------------- | ----------------- | ------------------------------------------------ | ----------------------------------------------- | -------- | ---------- |  |
| Mostra de Venise                            | 9 septembre 2023  | Giornate degli autori, Meilleur réalisateur      | Ariane Louis-Seize                              | Lauréat  | [ 18 ]     |  |
| Festival international du film de Calgary   | 25 septembre 2023 | Meilleur espoir canadien                         | Ariane Louis-Seize                              | Lauréat  | [ 19 ]     |  |
| Festival international du film de Calgary   | 3 octobre 2023    | Prix du public, long métrage de fiction canadien | Vampire humaniste cherche suicidaire consentant | Lauréat  | [ 20 ]     |  |
| Cinéfest Sudbury                            | 28 septembre 2023 | Meilleur long métrage francophone                | Vampire humaniste cherche suicidaire consentant | Lauréat  | [ 21 ]     |  |
| Festival du nouveau cinéma de Montréal      | 14 octobre 2023   | Grand prix - compétition nationale               | Ariane Louis-Seize                              | Lauréat  | [ 22 ]     |  |
| Guilde canadienne des réalisateurs          | 21 octobre 2023   | Jean-Marc Vallée DGC Discovery Award             | Ariane Louis-Seize                              | Lauréat  | ,          |  |
| Paris International Fantastic Film Festival | 12 décembre 2023  | Œil d'or du meilleur film                        | Vampire humaniste cherche suicidaire consentant | Lauréat  | [ 25 ]     |  |
| Gala Québec Cinéma                          | 8 décembre 2024   | Iris du meilleur film                            | Vampire humaniste cherche suicidaire consentant | Lauréat  | [ 26 ]     |  |

## Anecdotes
Une grande partie de l'équipe créative du film est diplômée de l'Institut national de l'image et du son. 
- Ariane Louis-Seize (réalisatrice et coscénariste) a complété le programme Cinéma, profil Scénarisation, en 2013[27]
- Christine Doyon (coscénariste) a complété le programme Cinéma, profil Scénarisation, en 2012[28]
- Jeanne-Marie Poulain (productrice) a complété le programme Cinéma, profil Scénarisation, en 2007, ainsi que le programme Cinéma, profil Production, en 2013[29]
- Line Sander Egede (productrice) a complété le programme Cinéma, profil Production, en 2017[30]
- Anaëlle Béglet (productrice associée) a complété le programme Cinéma, profil Production, en 2019[31]
- Jordan Bélanger (producteur associé) a complété le programme Télévision 2012, profil Production, et le programme Cinéma 2013, profil Production[32]
- Johannie Deschambault (productrice associée) a complété le programme Cinéma en 2014, profil Production[33]
- Marie-Pierre Grenier (conception sonore) a complété le programme Cinéma, profil Réalisation, en 2010[34]
- Kelly-Anne Bonieux (costumes) a complété le programme Cinéma, profil Scénarisation, en 2013[35]